# Fulwell
Fulwell är en stadsdel i Sunderland, i distriktet Sunderland, i grevskapet Tyne and Wear, i England. Stadsdelen hade 10 741 invånare år 2021. Fulwell var en civil parish 1866–1928 när blev den en del av Sunderland. Civil parish hade 5 862 invånare år 1921.